# دهستان رودخانه
دهستان رودخانه، یکی از دهستان‌های بخش رودخانه شهرستان رودان در استان هرمزگان ایران است. مرکز این دهستان، شهر زیارتعلی است.

## جمعیت
بر پایه سرشماری عمومی نفوس و مسکن در سال ۱۳۹۵، جمعیت دهستان رودخانه برابر با ۳٬۳۳۸ نفر بوده‌است.